# Eikstein
Der Eikstein (deutsch „Eichenstein“) ist ein Runenstein, der 1972 am Fluss Sogna in Hauge i Dalane bei Egersund im Fylke Rogaland in Norwegen in mehreren Teilstücken gefunden wurde. 
Er wurde rekonstruiert und befindet sich im Archäologischen Museum von Stavanger. Wahrscheinlich stand er ursprünglich neben einer Brücke. Die Reste einer mittelalterlichen Straße wurden bei einer Ausgrabung in den Jahren 2000–2001 in der Nähe gefunden.
Der Stein besteht aus rotem Granit und ist etwa 60 cm hoch, 40 cm dick und 50 cm breit. Die Runen im jüngeren Futhark befinden sich auf der größten glatten Seite. Der Stein wurde auf 1100 n. Chr. datiert.
Die Runeninschrift lautet: s a k (s) i : k i r þ i k o u s þ a k a f i r i r *s a l (o) m o u þ o r s i n ar þ o u r r i p i *b r u þ i s a
„Sakse machte diese Brücke zum Gedenken an seine Mutter Turid für den Dank Gottes.“
Der Stein gehört zu einer Gruppe mehrerer Steine in Dänemark und Skandinavien, wo eine namentlich genannte Person den Runenstein zum Gedenken an einen Verstorbenen aufstellte und eine Brücke gebaut hat. Gleichzeitig vermitteln die Inschriften den Eindruck, dass sie erstellt wurde, nachdem das Christentum im Land Fuß gefasst hatte. Brückensteine sind in Dänemark und insbesondere in Schweden relativ zahlreich. In Norwegen sind nur zwei Steine bekannt. Neben dem Eiksteinen ist das der Runenstein von Dynna von Gran in Hadeland, im Fylke Innlandet.